# خانه مسکونی فدائی
منزل مسکونی فدائی مربوط به دوره قاجار است و در کرمان، محله بازار وکیل ـ کوی قرایچی ـ پلاک ۱۹ واقع شده و این اثر در تاریخ ۶ دی ۱۳۵۵ با شمارهٔ ثبت ۱۵۰۱ به‌عنوان یکی از آثار ملی ایران به ثبت رسیده است.